# Metoda Korotkowa
Metoda Korotkowa – nieinwazyjna metoda pomiaru ciśnienia tętniczego, będąca modyfikacją metody Riva-Rocciego wprowadzoną przez Korotkowa, polegająca na tym, że ocenę przepływu krwi metodą palpacyjną zastępuje się metodą osłuchową na zasadzie osłuchiwania tonów pojawiających się w uciśniętej z zewnątrz przez mankiet tętnicy ramiennej lub tętnicy promieniowej, a później tonów znikających, w miarę zmniejszania tego ucisku podczas obniżania ciśnienia w mankiecie.
W czasie osłuchiwania tętnicy Korotkow wyodrębnił 5 faz:
- I – pojawienie się pierwszych tonów o charakterze stuków – ciśnienie skurczowe;
- II – tony ciche, bardziej stłumione;
- III – ponowny wzrost głośności tonów;
- IV – nagłe ściszenie tonów – rzadko ciśnienie rozkurczowe;
- V – zniknięcie tonów – ciśnienie rozkurczowe.

## Metodyka pomiaru
1. znalezienie tętna na tętnicy promieniowej;
2. pompowanie sfigmomanometru do momentu, aż tętno przestanie być wyczuwalne;
3. podniesienie ciśnienia w sfigmomanometrze o 20 mm Hg;
4. powolne upuszczanie powietrza z mankietu sfigmomanometru w tempie 2 mm Hg/s;
5. wysłuchiwanie pojawiających się odgłosów za pomocą stetoskopu w okolicy dołu łokciowego;
6. zanotowanie (zapamiętanie) wartości, przy jakiej pojawia się stukot (słyszalność akcji serca; tzw. I faza Korotkowa) – wartość ciśnienia skurczowego;
7. zanotowanie (zapamiętanie) wartości, przy jakiej znika stukot (tzw. V faza Korotkowa) – wartość ciśnienia rozkurczowego;
8. wypuszczenie powietrza ze sfigmomanometru;
9. zanotowanie wyników pomiaru.

## Opis pomiaru
Podczas zwiększania ciśnienia w sfigmomanometrze założonym na ramieniu dochodzi do zamknięcia światła tętnicy ramiennej i zatrzymania przepływu krwi (tętno przestaje być wyczuwalne i nie słyszymy fali tętna). Podczas wypuszczania powietrza ze sfigmomanometru, w szczytowym momencie wyrzutu serca (szczytowe ciśnienie), dochodzi do krótkotrwałego otwarcia tętnicy i przepływu krwi (pierwszy stuk), podczas zmniejszania ciśnienia dochodzi do coraz mniejszego zamykania światła tętnicy, a przez stetoskop słyszalne jest kilka faz tonów i szmerów, aż ciśnienie na sfigmomanometrze jest niższe od krytycznego ciśnienia zamknięcia i wówczas z powrotem przepływu laminarnego krwi przestają być słyszalne stuki (szmery) w stetoskopie. Odczytane w ten sposób wartości stanowią ciśnienie skurczowe oraz rozkurczowe.